# Friedrich Philippi (Archivar)

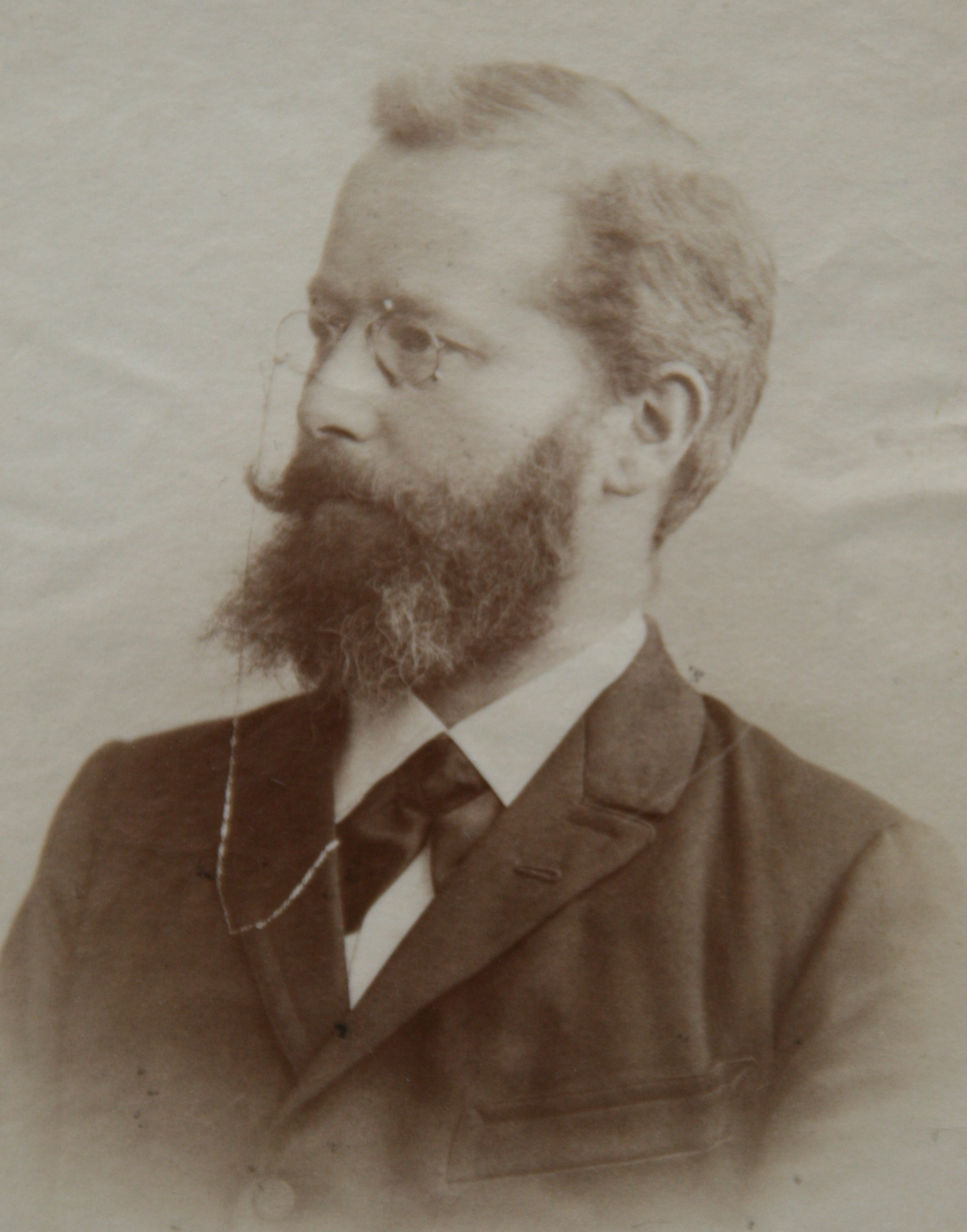
Friedrich Philippi (1903)

Gustav Friedrich Dettmar Philippi (* 14. Juli 1853 in Elberfeld (heute Stadtteil von Wuppertal); † 26. April 1930 in Münster) war ein deutscher Hochschullehrer, Historiker und Archivar.

## Leben
Friedrich Philippi studierte nach seinem Abitur am Elberfelder Gymnasium (1872) Philologie an der Universität Bonn, war dort Mitglied der Burschenschaft Alemannia Bonn und schloss das Studium mit der Promotion magna cum laude (Thema seiner Dissertation: De Tabula Peutingeriana – Die Peutingersche Tafel, eine alte römische Militärkarte mit dem Wegenetz von Spanien bis Indien) bei Heinrich von Sybel ab. In Bonn trat er in den preußischen Archivdienst ein. Stationen waren die Staatsarchive Berlin und Stettin, 1888 wurde er Leiter des Staatsarchivs in Osnabrück, ab 1897 Archivdirektor am Staatsarchiv Münster. 1886 stellte er die inzwischen widerlegte Hypothese auf, der Cappenberger Kopf sei ein Bildnis des Staufers Friedrich I. Philippi war von 1897 bis 1903 Vorsitzender und Geschäftsführer der Altertumskommission für Westfalen und von 1899 bis 1908 Vorsitzender der Historischen Kommission für Westfalen. Zwischen 1897 und 1901 leitete er die Ausgrabungsarbeiten des Römerlagers bei Haltern.
Ab 1900 war Philippi Honorarprofessor für Geschichte der Philosophischen und naturwissenschaftlichen Fakultät zunächst der Theologisch-Philosophischen Akademie zu Münster und erhielt 1923 den Ehrendoktortitel der Juristischen Fakultät. Er ist begraben auf dem Zentralfriedhof Münster. Die Trauerrede hielt sein Freund, der Theologe Julius Smend. 1960 wurde in Münster eine Straße nach ihm benannt.

## Familie
Philippi war das jüngste Kind des Landgerichtspräsidenten Johann Friedrich Hector Philippi aus Elberfeld. Sein älterer Bruder war der Maler Heinrich Ludwig Philippi. Er war verheiratet mit Mathilde Steinkopff (1868–1961). Sein Sohn Dettmar Philippi (1889–1981) war Mitglied der evangelischen Landessynode.

## Schriften (Auswahl)
- (mit Roger Wilmans): Die Kaiserurkunden der Provinz Westfalen 777–1313. Münster 1867/1881, Digitalisat.
- De tabula Peutingeriana. Accedunt fragmenta Agrippae geographica. Bonn 1876.
- Die Siegel des XI. und XII. Jahrhunderts und die Reitersiegel (= Die westfälischen Siegel des Mittelalters, 1). Münster 1882.
- Zur Geschichte der Reichskanzlei unter den letzten Staufern Friedrich II., Heinrich (VII.) und Konrad IV. Coppenrath, Münster 1885.
- (Bearb.): Siegener Urkundenbuch. 2 Bände, Siegen 1887–1926, Neudruck Osnabrück 1975.
- (Hrsg. mit Hermann Forst): Die Chroniken des Mittelalters (= Osnabrücker Geschichtsquellen und Forschungen, 1). Osnabrück 1891, Neudruck 1977.
- Osnabrücker Urkundenbuch. 3 Bände, Osnabrück 1892–1899, Neudruck Osnabrück 1969–1977.
- Zur Verfassungsgeschichte der westfälischen Bischofsstädte. Osnabrück 1894, Digitalisat bei der UB Bielefeld.
- (Bearb.): Westfälische Landrechte. Münster in Westfalen 1907.
- (Bearb. mit F. Teubner): Siegel (= Urkunden und Siegel in Nachbildungen für den akademischen Gebrauch, 4). Leipzig 1914.
- Einführung in die Urkundenlehre des deutschen Mittelalters. Bonn 1920.
- Atlas zur weltlichen Altertumskunde des deutschen Mittelalters. Bonn u. a. 1923/24.
- Geschichte Westfalens. Paderborn 1926, Digitalisat bei der UB Bielefeld.